# Brekstad
Brekstad är en tätort och stad i Ørlands kommun i Trøndelag fylke i Norge.
Brekstad benämns by (stad) efter ett beslut av Ørlands kommun den 8 oktober 2005. Staden har fått sitt namn efter futegården (fogdens ämbetsgård) med samma namn, en bondgård som fortfarande existerar; nu i privat ägo. Första stavelsen brek- syftar på backe. Den backe man syftar på är 200 meter och går mellan hamnen och upp till gården. 
Ørlands kyrka ligger i Brekstad och är till för kommuninvånarna på fastlandet.
Brekstad är säte för Fosens tingsrätt, NAV, Fosens arbets- och välfärdsförvaltning, och ett brett utbud av offentliga och privata service-inrättningar. De största arbetsplatserna är Ørland flygplats, Mascot Høie sängklädesfabrik, COOP Fosen och TINE, mellannorges ostmejeri.
Postkontoret i Brekstad, Brækstad poståpneri, öppnades 1833.
Brekstad har snabbåtsförbindelse med Trondheim, Hitra, Frøya, Storfosna och Kristiansund, samt färjeförbindelse med Valset i Agdenes kommun. Norska fylkesväg 710 går genom centrum.
Orten har tidigare utgjort kommunens centralort. Efter sammanslagningen med Bjugns kommun blev dock istället tätorten Bjugn centralort för den nya utvidgade kommunen.